# 狭条狡蛛
狭条狡蛛（学名：Dolomedes hercules）为盗蛛科狡蛛属的动物。在中国大陆，分布于日本、四川等地。。
狭条狡蛛體長18毫米左右，全身棕黃色，頭部兩側平行，頭胸部成梨形。頭胸部兩側及腹部兩側均有一黃白色的紋路，並延伸而達到腹部末端。